# Miles Joseph
Miles Joseph (* 2. Mai 1974 in West Springfield, Massachusetts) ist ein ehemaliger US-amerikanischer Fußballspieler.

## Spielerkarriere

### Jugend und College
Joseph wurde in Massachusetts geboren, er wuchs aber in Clifton Park, New York auf. Er besuchte die dortige Shenendehowa High School und beendete diese 1992. Während dieser Zeit konnte er mit der Schulmannschaft dreimal die Staatsmeisterschaften gewinnen. Im Herbst 1992 wechselte er an die Clemson University.

### Profi
Im MLS College Draft 1996 wurde Joseph von den MetroStars ausgewählt. Bei der Mannschaft aus New Jersey spielte er bis zum Anfang der Saison 2000, ehe er zur Columbus Crew im Austausch für einen weiteren Draft geschickt wurde. Am Ende der Saison wechselte er zu Dallas Burn. Dort wurde er nach einer Saison freigestellt.
Am 13. Februar 2003 unterzeichnete er bei den Dallas Sidekicks, die damals in der Hallenfußballliga Major Indoor Soccer League spielten. Hier stand er siebenmal auf dem Platz, ehe er seine Karriere als Fußballspieler beendete.

### Nationalmannschaft
Joseph wurde für die USA U-20 Auswahl für die Junioren-Fußballweltmeisterschaft 1993 in Australien nominiert. Im Spiel gegen die Türkei erzielte er ein Tor. Die Mannschaft schaffte es damals ins Viertelfinale. Er wurde auch für den US-Olympiakader 1996 nominiert. Zusammen mit der USA-U-23-Auswahl kam er allerdings nicht über die Gruppenphase hinaus.
Sein erstes Länderspiel für die US-amerikanische Fußballnationalmannschaft absolvierte Joseph am 30. August 1996 gegen El Salvador. Insgesamt spielte er dreimal für die USA.

## Karriere als Trainer
Am 5. August 2003 wurde Joseph Assistenztrainer der Frauenmannschaft des Siena College in Loudonville, New York. Von 2010 bis 2014 betreute er als Assistenztrainer die Mannschaft von Real Salt Lake. Ende 2014 folgte er Jason Kreis zum New York City FC.